# 胡长发
胡长发（1935年3月—），上海人，中国人民解放军将领、中国人民解放军中将。 
1971年在北京军区第27集团军第179师代职副团长。1979年，参加中越战争。1979年6月任军训部副处长，1982年8月，任军训部副部长。1985年7月任总参谋部军训部部长，1988年9月授予少将军衔。1993年12月任国防大学副校长，1994年7月授予中将军衔。